# La Guerre des robots (film, 1986)
Pour les articles homonymes, voir La Guerre des robots et Transformers (homonymie).
Pour plus de détails, voir Fiche technique et Distribution.
La Guerre des robots (トランスフォーマー ザ・ムービー, The Transformers: The Movie) est un film d'animation américano-japonais de Shin Nelson basé sur la série d'animation homonyme et sorti en 1986. Il a été présenté au Festival international du film fantastique d'Avoriaz en 1987.

## Synopsis
En l'an 2005. Unicron, un robot planète géant, s'attaque à Lithone, une planète située sur le chemin de Cybertron. Il dévore la planète et aspire les décombres, éradiquant la quasi-totalité de ses habitants. Seuls Kranix et Arblus l'échappent belle.
Les Decepticons ont conquis la planète Cybertron, mais les Autobots sur les deux lunes de Cybertron montent une offensive secrète afin de reconquérir leur monde. Pour ce faire, ils ont prévu de se rendre sur Terre pour y ramasser de l'énergon. Laserbeak espionne les Autobots et rapporte les informations à Mégatron qui ensuite aborde la navette et assassine l'équipage (Brawn, Prowl, Ratchet et Ironhide) afin d'infiltrer Autobot Ville sans être détecté puis de la prendre d'assaut. Daniel, le fils de Spike, est malheureux, car il s'ennuie de son père. Il capte le signal de la navette et, accompagné de Hot Rod, il va voir sur le panorama pour assister à l'atterrissage de cette dernière. Voyant qu'elle est avariée, Hot Rod fait un zoom sur la navette, et découvre qu'elle a été détournée par les Décepticons. Une grande bataille entre les deux clans s'ensuit, ayant pour résultat la mort de plusieurs Autobots dont Windcharger et Wheeljack. Ultra Magnus organise une contre-offensive, chargeant Springer et Arcee de transformer la ville en forteresse armée ainsi que Perceptor d'ordonner à Blaster de demander par radio de l'aide d'Optimus Prime.
Mégatron ordonne à Soundwave (en) de brouiller la transmission et ce dernier envoie ses robots cassettes (Rumble, Frenzy, Ravage et Ratbat) détruire l'antenne de son nid de pie. Blaster réplique en envoyant ses propres cassettes. Une fois les défenses enfoncées et au moment où Dévastator se prépare à envahir la ville, Optimus Prime arrive et charge les Dinobots de retenir Dévastator. Décidant de prendre les choses en main, Optimus Prime se résout d'arrêter Mégatron quoi qu'en soit le prix. Il fonce sur les Décepticons, les vainquant tous, puis un ultime affrontement fait rage entre les deux chefs. Pendant un long et dur combat où ils sont mutuellement blessés, Optimus Prime fini par prendre le dessus. Malheureusement, à cause d'une intervention inopportune de Hot Rod qui cherche à jouer le héros, Mégatron prend ce dernier en otage et fait feu sur Optimus Prime, le blessant gravement. Croyant avoir vaincu son ennemi, Mégatron ne voit pas le coup venir : Optimus le fait tomber de si haut que Mégatron est alors mis hors d'état.
Avec la défaite de leur chef, les Décepticons, menés par Starscream, battent en retraite.
Optimus Prime est examiné par Perceptor qui pronostique que les blessures du chef lui seront fatales. Avant de mourir, Optimus Prime lègue la Matrice de Commandement à Ultra Magnus et raconte une prophétie : un jour, un Autobot sortira des rangs et se servira du pouvoir de la Matrice pour illuminer leur heure la plus sombre.
Dans l'espace, Unicron par télépathie est témoin de la mort d'Optimus Prime et de la transmission de la Matrice. Il pousse un cri de rage.
Pendant ce temps, Astrotrain, qui transporte les autres Decepticons, demande qu'on largue du poids sans quoi il ne pourra pas se rendre sur Cybertron. Bonecrusher déclare que seuls les plus forts méritent de vivre et que ceux qui sont affaiblis par la bataille doivent être largués. Starscream y voit l'occasion de se débarrasser de Mégatron et de prendre le commandement des Decepticons. Ils larguent Thundercracker, Skywarp et les Insecticons endommagés dans l'espace, puis Starscream éjecte lui-même Mégatron. Les Décepticons restants se bagarrent pour déterminer lequel d'entre eux sera le nouveau chef.
Alors qu'ils dérivent dans l'espace, les Décepticons abandonnés rencontrent Unicron qui ordonne à Mégatron de détruire la Matrice, car elle est, selon lui, la seule chose qui puisse l'arrêter. Mégatron et Unicron concluent un marché selon lequel Unicron accepte de lui fournir un nouveau corps, une nouvelle troupe à commander et un nouveau vaisseau. Mégatron est alors restructuré et reformaté, puis se fait baptiser Galvatron. Thundercracker est reformaté en Scourge, le traqueur, et Kickback et Shrapnel sont reformatés en ses clones, les Raseurs. Skywarp est reformaté en Cyclonus, et Bombshell est reformaté en un clone de Cyclonus, mais on ne le reverra pas.
Galvatron et sa nouvelle troupe interrompent le couronnement de Starscream sur Cybertron et ensuite Galvatron réduit Starscream en cendres d'un seul coup de canon. Unicron s'empare de la première lune de Cybertron où Jazz et Cliffjumper lancent un appel de détresse vers la Terre, puis sont pris au rayon tracteur et engloutis en dedans d'Unicron. Bumblebee et Spike, sur la seconde lune, tentent de fuir et de faire sauter la lune, mais en vain. Galvatron se rend sur Terre pour traquer la Matrice à Autobot Ville, mais les Autobots prennent la fuite vers Cybertron. L'attaque renouvelée des Decepticons sépare le convoi des deux navettes. Celle de Kup, Hot Rod et les Dinobots s'écrase sur Quintessa alors que l'autre continue sa défense contre les Décepticons. En guise de subterfuge, Ultra Magnus feint la destruction de la navette et fait atterrir ce qui en reste sur la planète de la Ferraille.
Sur Quintessa, Kup et Hot Rod sont faits prisonniers, assistent à l'exécution d'Arblus et rencontrent Kranix qui révèle que le monstre s'appelle Unicron, une planète qui dévore tout sur son chemin. Kranix est ensuite mis à mort par les Quintessons qui le jettent en pâture aux Squalticons (Requinicons).
Au même moment sur la planète de la Ferraille, Galvatron lance un raid contre les Autobots et Ultra Magnus se fait exploser en morceaux. Galvatron vole la Matrix ayant l'intention de s'en servir pour assujettir Unicron. Alors que sur Quintessa Kup et Hot Rod sont en procès, ils sont jetés dans la fosse des Squalticons qu'ils combattent férocement. L'arrivée des Dinobots et de Wheelie renverse la vapeur et les Autobots utilisent un vaisseau Quintesson pour rejoindre leurs amis sur la planète des Ferrailleurs. Après une lutte brève contre ces derniers et leur chef, Wreck-Gar, ils font la paix, Ultra Magnus est réparé et tous se rendent sur Cybertron pour combattre Unicron.
Pendant ce temps, Galvatron tente d'ouvrir la Matrice pour asservir Unicron. Ce geste de mauvaise foi s'avérant inefficace, Unicron se transforme en un gigantesque robot et enfin ravage Cybertron d'un seul coup du plat de la main, il écrase une ville entière. Témoin de la destruction d'une partie de sa planète, Galvatron tente bien que mal de neutraliser Unicron à coups de canon, mais il fut avalé par ce dernier. Hot Rod percute l'œil d'Unicron avec le vaisseau Quintesson ; la collision disperse l'équipage à l'intérieur du corps du géant. Hot Rod et Galvatron se font rudement face, pourtant Hot Rod parvient finalement à s'emparer de la Matrice. Elle le fait évoluer en le transformant en Rodimus Prime. Après avoir jeté Galvatron dans l'espace, Rodimus Prime ouvre la Matrice, déclenchant une réaction en chaîne qui finira par anéantir Unicron.
Spike, Jazz, Bumblebee et Cliffjumper ayant été sauvés, ils sont les seuls personnages des deux premières saisons à survivre de cette aventure. Unicron explose mais sa tête est épargnée. Rodimus Prime décrète que la guerre est dorénavant terminée et que c'est le début d'une nouvelle ère de paix et de bonheur.
Le film se conclut par la tête d'Unicron qui se met en orbite autour de Cybertron.

## Personnages
Autobots
- Optimus Prime
- Hot Rod / Rodimus Prime
- Kup
- Ultra Magnus
- Springer
- Arcee
- Daniel
- Dinobots
- Perceptor
- Blaster
- Bumblebee
- Jazz
- Cliffjumper
- Spike
- Wheelie
- Ironhide
- Brawn

Decepticons
- Mégatron / Galvatron
- Starscream
- Soundwave (en)
- Constructicons, Devastator
- Insecticons
- Astrotrain
- Blitzwing
- Scourge
- Cyclonus
- Shockwave

Cassettes
- Lazerbeak
- Rumble
- Frenzy
- Ravage
- Ratbat

Autres
- Unicron
- Wreck-Gar, Junkions (Ferrailleurs)
- Kranix
- Quintessons
- Squalticons (Requinicons)

## Fiche technique
- Titre original : The Transformers: The Movie
- Titre français : La Guerre des robots ;  Les Transformers, le film (titre de ressortie)[réf. nécessaire]
- Réalisation : Nelson Shin
- Scénario : Ron Friedman
- Montage : David Hankins
- Musique : Vince DiCola
- Production : Margaret Loesch, Lee Gunther (associés pour Marvel) ; Joe Bacal, Tom Griffin (pour Sunbow) ; Masaharu Etô, Tomoo Fukumoto (pour Tōei animation) ; Nelson Shin (coproducteur)
- Sociétés de production : Marvel Productions, Sunbow Productions
- Société d'animation : Tōei animation
- Société de distribution :
  - États-Unis : De Laurentiis Entertainment Group
  - France : Les Films Number One
- Pays d'origine :  États-Unis,  Japon
- Langue originale : anglais, japonais
- Format : couleur — 35 mm — 1,37:1 — Dolby stéréo
- Genre : Animation, science-fiction
- Durée : 84 minutes
- Dates de sortie :
  - États-Unis : 8 août 1986
  - France : 8 avril 1987

## Distribution

### Voix originales
- Norman Alden : Kranix / Arblus
- Jack Angel : Astrotrain / Ramjet
- Michael Bell : Prowl / Scrapper / Swoop / Junkion (Ferailleur)
- Gregg Berger : Grimlock
- Susan Blu : Arcee
- Arthur Burghardt : Devastator
- Corey Burton : Spike / Brawn / Shockwave
- Roger C. Carmel : Cyclonus / Quintesson Leader (chef Quintesson)
- Victor Caroli : Narrateur
- Regis Cordic : Quintesson Judge (juge Quintesson)
- Scatman Crothers : Jazz
- Peter Cullen : Optimus Prime / Ironhide
- Bud Davis : Dirge
- Paul Eiding : Perceptor
- Walker Edmiston : Inferno[2]
- Ed Gilbert : Blitzwing
- Dan Gilvezan : Bumblebee
- Eric Idle : Wreck-Gar
- Buster Jones : Blaster
- Stan Jones : Scourge
- Casey Kasem : Cliffjumper
- Chris Latta : Starscream
- David Mendenhall : Daniel
- Don Messick : Gears / Scavenger
- John Moschitta : Blurr
- Judd Nelson : Hot Rod / Rodimus Prime
- Leonard Nimoy : Galvatron
- Hal Rayle : Shrapnel
- Clive Revill : Kickback
- Neil Ross : Bonecrusher / Hook / Springer / Slag
- Robert Stack : Ultra Magnus
- Lionel Stander : Kup
- Frank Welker : Megatron / Soundwave / Rumble / Frenzy / Laserbeak / Ravage / Wheelie / Auto-combattant / Junkion (Ferailleur)
- Orson Welles : Unicron

### Voix françaises
- Jean-Claude Michel : Narrateur / Unicron
- Jean-François Poron : Optimus Prime
- François Leccia : Ultra Magnus
- Daniel Gall : Rodimus Prime
- Pierre Hatet : Springer / Kranix
- Marcel Guido : Megatron / Galvatron
- René Bériard : Jazz
- Bernard Musson : Kup / Ironhide
- Marie-Martine : Arcee / Starscream
- Roger Lumont : Bumblebee
- José Luccioni : Cliffjumper / Blaster / Devastator
- Patrick Borg : Perceptor
- Georges Atlas : Grimlock

Source : Fiche de Planète Jeunesse

## Autour du film
- Ce film a marqué la fin de carrière d'Orson Welles, qui meurt un an avant la sortie du film.
- Ce film ne doit pas être confondu avec La Guerre des robots (La guerra dei robot), film de science-fiction italien réalisé par Alfonso Brescia et sorti en 1978.
- Dans le doublage français, le personnage de Starscream est doublé par une femme (interprété par Marie-Martine), alors que dans la série, il était interprété par un homme (Chris Latta) puisque Starscream est un personnage masculin.
- Par ailleurs, aucun comédien de l'équipe de doublage de la série d'animation n'est présent pour la version française de ce long-métrage, à l'exception de Georges Atlas et François Leccia, probablement par coïncidence car Georges Atlas ne doublait pas son personnage dans la série. Lui et François Leccia n'ont pas repris leurs rôles pour les saisons suivantes de la série, tout en doublant d'autres personnages. Les deux équipes n'ont probablement pas communiqué du tout car les noms utilisés pour les personnages varient d'une adaptation à l'autre.
- Ce film marque la fin de la vente des séries de 1984 et 1985 de la gamme de jouets ainsi que le début de la dernière saison du dessin animé produit aux États-Unis.
- Certains personnages représentés en jouets en 1984 et 1985 meurent (ou sont censés mourir) dans le film, afin d'expliquer leur disparition des magasins.[réf. nécessaire]
- La mort d'Optimus Prime causa la consternation générale parmi les fans de la série.[réf. nécessaire]
- À cause de son implication dans la mort d'Optimus Prime, Hot Rod/Rodimus Prime est souvent le moins aimé des chefs autobots.[réf. nécessaire]
- Malgré une qualité d'animation supérieure à la série télévisée, le film fut une déception au box-office.[réf. nécessaire]
- Ce film adopte une atmosphère plus sombre que la série car des transformers sont tués ce qui n'arrive jamais dans cette dernière.